# 屏東線
屏東線是指高雄至枋寮間，由臺灣鐵路公司經營的鐵路幹線，早期沿線景觀多為農田與魚塭。目前配合高雄市區鐵路地下化計劃，將原高雄機檢段遷至潮州基地以及全線電氣化。

## 路線資料
- 經營管轄：臺灣鐵路公司
- 路線距離：高雄－枋寮間 61.3 公里
- 軌距：1,067 毫米
- 車站數：21（含起訖車站；2018年10月14日）
- 開業時間：1941年12月15日
- 雙線區間：高雄－潮州 36.1 公里；南州－林邊 6.8 公里
- 電化區間：全線（交流25KV）
- 隧道數目：1座
  - 新左營（不含）－後庄（不含）間（含縱貫線）：高雄鐵路地下化
- 六塊厝（不含）－潮州；鎮安（不含）－佳冬（不含）間高架化
- 九曲堂至潮州間因鐵路高架化全線22.3公里無平交道

## 運行形態
屏東線開業時，以高雄港車站（「打狗停車場」）作為高雄端點站，即使是遷站至現今的高雄車站、鼓山－高雄間新建縱貫線路軌，仍有列車維持鼓山－壽山－高雄港－壽山－三塊厝－高雄的運行模式，直到高雄港停辦客運，壽山、三塊厝廢站及高雄港－高雄間廢線。而隨著新左營車站設立，昔日常見的高雄＝枋寮區間（即屏東線起訖站）的列車，所有列車均北延至新左營。
- 對號列車（本區間銜接縱貫線與南迴線，因此對號列車多為跨線列車，或是具回送性質短程列車。）
  - 西部幹線
    - 區間：基隆、七堵到屏東、潮州為主。
    - 車種：自強號與莒光號。

  - 南迴線
    - 區間：多為新左營到臺東，亦有延伸到臺南、臺中、花蓮、樹林的列車。
    - 車種：自強號與莒光號。
- 區間車
  - 以雲林縣、嘉義縣市、臺南市、高雄市、屏東縣等鄰近縣市為運行範圍。
  - 列車運行區間主要為
    - 新竹、后里、嘉義到潮州的電聯車。
    - 新左營至枋寮的電聯車。

## 歷史
- 原本被稱為鳳山支線的打狗（今高雄港）－九曲堂段鐵路於1907年4月19日開工，鹿島組承包，同年9月30日完工、10月1日在鳳山停車場舉行通車典禮，臺灣總督府鐵道部部長長谷川謹介致辭、技師津田素彥報告工程經過[2][3]。
- 1907年10月21日打狗（今高雄港）－鳳山間跨越今高雄市愛河的打狗川橋（永久橋）開工，1908年2月28日竣工[2]。
- 1911年11月11日（另一說3日）：九曲堂－阿緱（今屏東）間下淡水溪鐵橋開工[4][5]。
- 1913年12月20日，九曲堂－阿緱段通車，翌（1914）年2月15日打狗（今高雄港）＝阿緱間鐵路正式通車，並由當時台灣總督佐久間左馬太蒞臨屏東公園主持通車儀式[5]。
- 之後路線持續延伸至潮州、溪州（今南州），最終於1941年延伸通車至枋寮。路線名稱也曾經隨著通車路段終點站的多次變更，陸續改稱為「屏東線」、「潮州線」（1920年9月26日）、「溪州線」，全線通車後正式定名為屏東線。
- 1944年：林邊至枋寮間路線，因戰時鋼料缺乏，成為不要不急線而拆除[6]。
- 1952年5月24日，林邊至枋寮間復軌工程動工，6月中旬林邊溪橋開工[7]。
- 1953年1月16日：林邊至枋寮間路線恢復通行[6][8]。
- 1966年3月29日：九曲堂－六塊厝間下淡水溪鐵橋換梁工程竣工[9]。
- 1987年4月10日：高屏鐵路雙軌計畫關鍵工程新高屏溪橋完工[10]。
- 1987年6月17日：高屏鐵路雙軌計畫新高屏溪橋切換通車[10]，原日本時代單線下淡水溪鐵橋停用。
- 1988年7月1日：分三年實施屏東至枋寮間鐵路改善工程，依台鐵甲級路線標準辦理，37公斤鋼軌更換為50公斤重軌、電氣路牌行車制更新為單線自動閉塞號誌（計劃1990年6月底完工）[11]。
- 1989年7月1日：高屏鐵路雙軌計畫高雄至屏東間完成機械號誌先行雙線通車[12]。
- 1990年6月30日：高屏鐵路雙軌計畫高雄至屏東間雙單線CTC行車號誌啟用[13]。
- 1995年5月3日：高雄－鳳山間電車線通電[14]。
- 1996年7月10日：鳳山－屏東間電車線通電[14]。
- 2009年：因受到八八水災影響，林邊－佳冬間林邊溪橋沖毀，於水災後至12月29日間列車僅行駛至南州車站，僅區間車和復興號行駛。林邊－佳冬間林邊溪橋已經在12月30日修復完成並通車。[15][16]

- 2012年1月10日：鎮安（不含）－佳冬（不含）間高架化路線啟用，為屏東線鐵路第一段啟用的高架化區間。
- 2013年6月25日：高雄潮州鐵路捷運化計畫中的歸來到潮州間西正線高架化通車，列車在屏東到潮州間改行駛高架路線[17][18][19]，原平面路線拆除，供施作屏東至潮州高架、電氣、雙軌化用。
- 2015年8月23日：啟用屏東站新的高架站體，於8月22日夜間進行屏東站兩端切換，連接高架的屏東站場與屏潮計畫中的東正線。在8月23日～8月25日陸續測試路線與號誌，逐步啟用東正線。
- 2015年8月26日：延駛部份電氣化自強號與區間車，以潮州站作為起站與到站。且因屏東站的第二東主正線尚未鋪設，故加開數趟回送列車到西勢折返。
- 2015年10月15日：潮州基地正式啟用，高雄機務段、高雄檢車段遷移至此；西部幹線列車營運大部分改至潮州到開，少部份由屏東或高雄折返運用。原先由新左營或高雄到發之屏東線區間車截短自潮州站到開。
- 2018年10月14日：高雄鐵路地下化通車，除原有鳳山外，另增設民族、科工館、正義3個通勤車站。
- 2019年11月9日：E234電力機車首次試車進入枋寮站，為潮枋間第一輛電化列車自力運轉紀錄。
- 2019年11月10日：EMU500型電聯車（EP567）首次進入潮枋段試車。
- 2019年11月23日：TEMU2000型普悠瑪號（TEP2003+2004）首次試車進入潮枋段。
- 2019年12月20日：潮州枋寮段電氣化正式啟用，枋寮為西部幹線電氣化鐵路終點，延駛部分西部幹線自強號列車改至枋寮到開，但大多數依舊由屏東或潮州折返運用。原先由新左營或高雄截短自潮州到開之屏東線區間車，亦延伸至新左營到開並將部分列車改為區間快車；延駛自強號班次為逆行（南下）111次南港-枋寮普悠瑪自強號、129次基隆-枋寮自強號（PP），順行（北上）136次枋寮-南港普悠瑪自強號、168次枋寮-彰化自強號（紅斑馬）；原先潮州到開之南迴線3501、3514區間車自同日起改由枋寮到發。
- 2020年12月23日：南州－林邊6.8公里雙軌化通車。
- 2021年4月25日：北勢溪橋改建完工。
- 2021年12月17日：台鐵EMU900型電聯車（5409次）首次以公投加班車的載客用途進入屏東線。
- 2022年3月29日：台鐵EMU3000型電聯車投入正班車營運行駛南半段（377次、378次 台中～台東 經:南迴線）

## 車站一覽
屏東線於2003年至2008年間使用通用拼音作為各站譯名，除縣、省轄市以上地名保留威妥瑪或郵政式拼音外，現已逐步更換為漢語拼音。
（註：車站等級：分為特等、一等、二等、三等、甲簡、乙簡、丙簡、簡易、招呼、號誌）

### 營運中車站
| 車站名稱          | 車站名稱                                 | 車站代碼 | 營業里程 高雄起 | 等級 | 續接／交會路線                                                           | 備註                                                     | 所在地   | 所在地 |
| 中文 （國音電碼） | 英譯                                     | 車站代碼 | 營業里程 高雄起 | 等級 | 續接／交會路線                                                           | 備註                                                     | 所在地   | 所在地 |
| ----------------- | ---------------------------------------- | -------- | --------------- | ---- | ------------------------------------------------------------------------ | -------------------------------------------------------- | -------- | ------ |
| 屏東線            |                                          |          |                 |      |                                                                          |                                                          |          |        |
| 高雄 （ㄍㄠ）     | Kaohsiung                                | 4400     | 0.0             | 特等 | 台灣高速鐵路：高雄 高雄捷運 紅線 →縱貫線（上行端） →高雄臨港線（已廢止） | 地下車站                                                 | 高 雄 市 | 三民區 |
| 民族              | Minzu                                    | 4410     | 1.4             | 簡易 | 高雄捷運 黃線                                                            | 由高雄車站管理 地下車站                                  | 高 雄 市 | 三民區 |
| 科工館            | Science and Technology Museum (N.S.T.M.) | 4420     | 2.4             | 簡易 | 高雄捷運 環狀輕軌                                                        | 由高雄車站管理 地下車站                                  | 高 雄 市 | 三民區 |
| 正義              | Zhengyi                                  | 4430     | 4.2             | 簡易 | 高雄捷運 黃線                                                            | 由鳳山車站管理 地下車站                                  | 高 雄 市 | 三民區 |
| 鳳山 （ㄈㄕ）     | Fongshan                                 | 4440     | 5.8             | 二等 | 高雄捷運 橘線：鳳山站（O12）（站外轉乘）                                 | 昔可轉乘臺灣糖業鐵路：港林線 地下車站                    | 高 雄 市 | 鳳山區 |
| 後 （ㄏㄓ）       | Houzhuang                                | 4450     | 9.5             | 簡易 |                                                                          | 公路陸橋橫跨月台上方 由鳳山車站管理                      | 高 雄 市 | 大寮區 |
| 九曲堂 （ㄐㄡ）   | Jiuqutang                                | 4460     | 13.8            | 三等 |                                                                          | 昔可轉乘臺灣糖業鐵路：旗尾線                             | 高 雄 市 | 大樹區 |
| 六塊厝 （ㄌㄡ）   | Liukuaicuo                               | 4470     | 18.8            | 招呼 | 台灣高速鐵路：屏東（規劃中）                                             | 由屏東車站管理                                           | 屏 東 縣 | 屏東市 |
| 屏東 （ㄆㄥ）     | Pingtung                                 | 5000     | 21.0            | 一等 |                                                                          | 昔可轉乘臺灣糖業鐵路：里港線及東港線 高架車站            | 屏 東 縣 | 屏東市 |
| 廣東南路          | －                                       | －       | －              | －   |                                                                          | 尚未達經濟規模，預留車站空間                             | 屏 東 縣 | 屏東市 |
| 歸來 （ㄨㄞ）     | Guilai                                   | 5010     | 23.6            | 招呼 |                                                                          | 由屏東車站管理 高架車站                                  | 屏 東 縣 | 屏東市 |
| 麟洛 （ㄌㄧㄣ）   | Linluo                                   | 5020     | 25.9            | 招呼 |                                                                          | 由屏東車站管理 高架車站                                  | 屏 東 縣 | 麟洛鄉 |
| 西勢 （ㄒㄧㄕ）   | Xishi                                    | 5030     | 28.3            | 三等 |                                                                          | 高架車站                                                 | 屏 東 縣 | 竹田鄉 |
| 竹田 （ㄓㄨ）     | Zhutian                                  | 5040     | 32.0            | 簡易 |                                                                          | 由潮州車站管理 高架車站                                  | 屏 東 縣 | 竹田鄉 |
| 潮州 （ㄔㄠ）     | Chaozhou                                 | 5050     | 36.1            | 一等 | →潮州車輛基地線（陽光車站）                                              | 臺灣西部幹線雙軌區間終點 西部幹線列車主要起訖站 高架車站 | 屏 東 縣 | 潮州鎮 |
| 崁頂 （ㄎㄉ）     | Kanding                                  | 5060     | 40.9            | 招呼 |                                                                          | 由潮州車站管理                                           | 屏 東 縣 | 崁頂鄉 |
| 南州 （ㄋㄓ）     | Nanzhou                                  | 5070     | 43.3            | 三等 |                                                                          | 連接秦陽工廠                                             | 屏 東 縣 | 南州鄉 |
| 鎮安 （ㄓㄣ）     | Zhen'an                                  | 5080     | 46.9            | 招呼 | →東港線（已廢止）                                                        | 由南州車站管理                                           | 屏 東 縣 | 林邊鄉 |
| 林邊 （ㄌㄅ）     | Linbian                                  | 5090     | 50.1            | 三等 |                                                                          | 高架車站                                                 | 屏 東 縣 | 林邊鄉 |
| 佳冬 （ㄐㄉ）     | Jiadong                                  | 5100     | 54.1            | 甲簡 |                                                                          | 由枋寮車站管理                                           | 屏 東 縣 | 佳冬鄉 |
| 東海 （ㄉㄏㄞ）   | Donghai                                  | 5110     | 57.2            | 招呼 |                                                                          | 由枋寮車站管理                                           | 屏 東 縣 | 枋寮鄉 |
| 枋寮 （ㄤㄌ）     | Fangliao                                 | 5120     | 61.3            | 二等 | →南迴線（起點）；屏東線（終點）                                          | 恆春、墾丁門戶                                           | 屏 東 縣 | 枋寮鄉 |

### 廢止車站及設施
| 車站名稱          | 車站名稱                   | 編號      | 營業里程 高雄港起 | 等級 | 所在區間                  | 備註 | 所在地 | 所在地 |
| 中文 （國音電碼） | 停駛時英譯站名（漢語拼音） | 編號      | 營業里程 高雄港起 | 等級 | 所在區間                  | 備註 | 所在地 | 所在地 |
| ----------------- | -------------------------- | --------- | ----------------- | ---- | ------------------------- | --- | ------ | ------ |
| 高雄港 （ㄍㄍ）   | Kaohsiung Port             | －        | 0.0               | 一等 | →高雄臨港線（已拆除軌道） | 貨運車站 原址由高雄市政府文化局認養，目前整理為鐵道園區，原先辦公區改為打狗鐵道故事館，委託中華民國鐵道文化協會經營 | 高雄市 | 鼓山區 |
| 壽山 （ㄕㄕㄢ）   | Shoushan                   | －        | 1.4               | 招呼 | 高雄港＝高雄間            | 舊名「山下町」 | 高雄市 | 鼓山區 |
| 三塊厝 （ㄙㄎㄘ） | Sankuaicuo                 | －        | 2.6               | 三等 | 高雄港＝高雄間            | 屏東線早期車站之一，高雄新站完工後取代其地位，稍後廢止。地下化工程完工，改於縱貫線復站。                            | 高雄市 | 三民區 |
| 建興 （ㄢㄒㄙ）   | Chienhsing                 | 202 (3rd) | 62.7              | 招呼 | 東海＝枋寮間              | 廢止前由枋寮車站管理                                                                                                | 屏東縣 | 枋寮鄉 |

## 改建計劃
- 屏東至潮州高架雙軌電氣化（屏潮計畫）
  - 進行高架化工程，同時將原先屏東到潮州單線變更為雙線，並完成電氣化。
  - 新建潮州車輛基地，作為西部幹線列車整備之用。
  - 範圍自屏東北端到潮州南端。
  - 全線於2015年8月23日通車。[22]
  - 屏東新站2015年8月23日啟用。[23]
  - 全數工程於2017年11月3日完工。

- 南迴電氣化計畫
  - 進行電氣化工程，同時將南州到林邊雙線化。
  - 範圍自潮州到臺東。
  - 2019年12月20日潮州枋寮間電氣化工程提前單線完工通車。
  - 2020年12月全線通車，預計2024年3月全部完工。[24]

## 著名景觀
- 下淡水溪鐵橋：舊線最長的鐵橋，亦是昔日台鐵最長的鐵路橋樑，位於九曲堂站=六塊厝站之間，現被闢為公園。
- 竹田驛站、竹田博士莊園：於竹田車站附近。
- 南州糖廠：於南州車站附近約500公尺
- 台灣海峽、小琉球：林邊車站～枋寮車站段。

## 圖片集

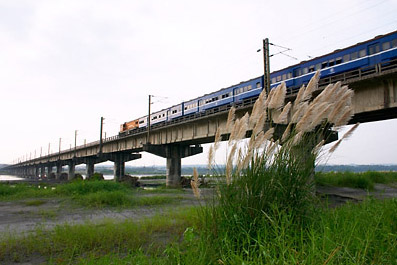
一列普快車正通過屏東線高屏溪橋
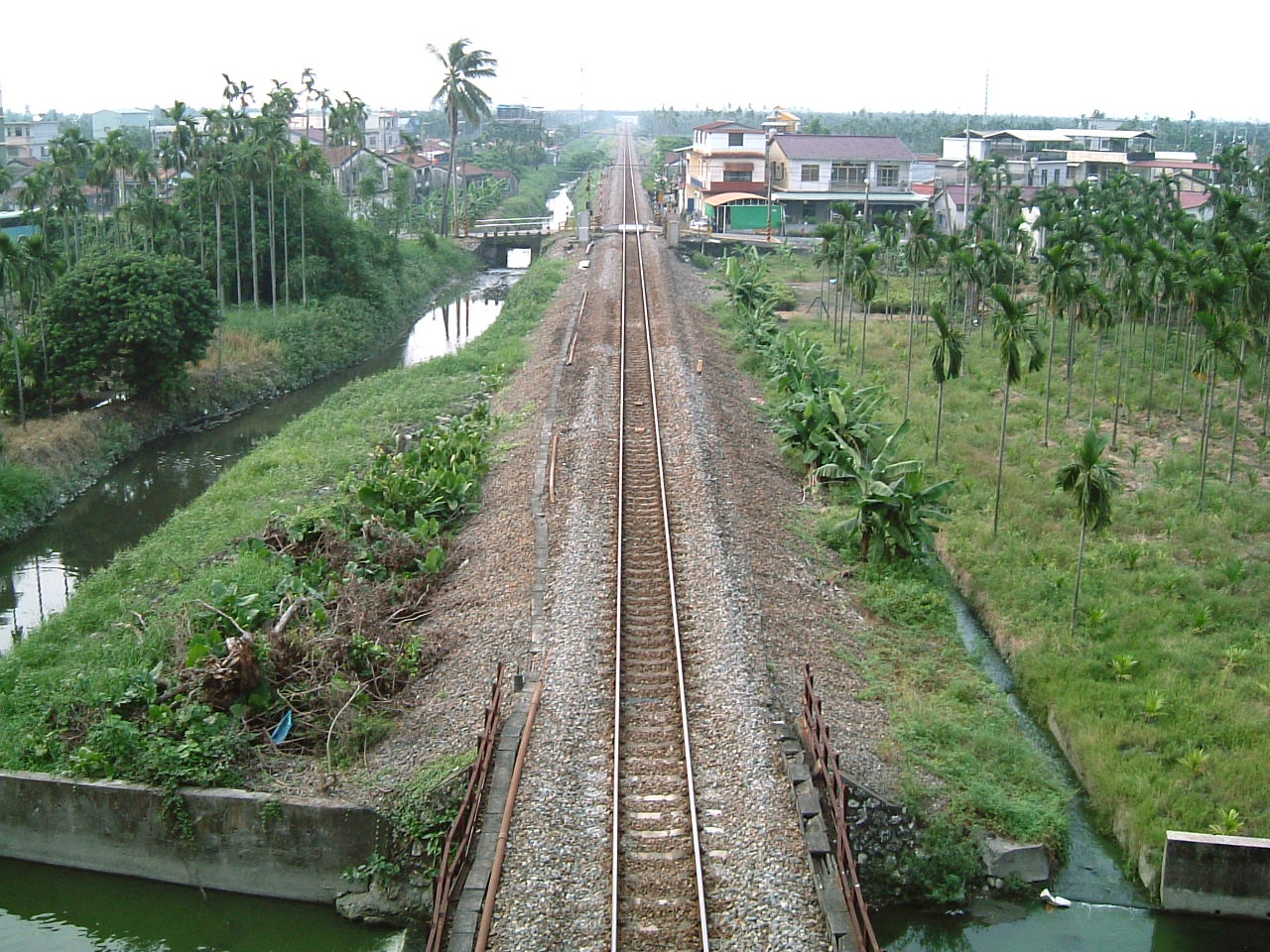
由萬丹路橋往下俯視屏東線，此路段介於竹田車站與西勢車站之間。拍攝照片之際，高架化工程未進行
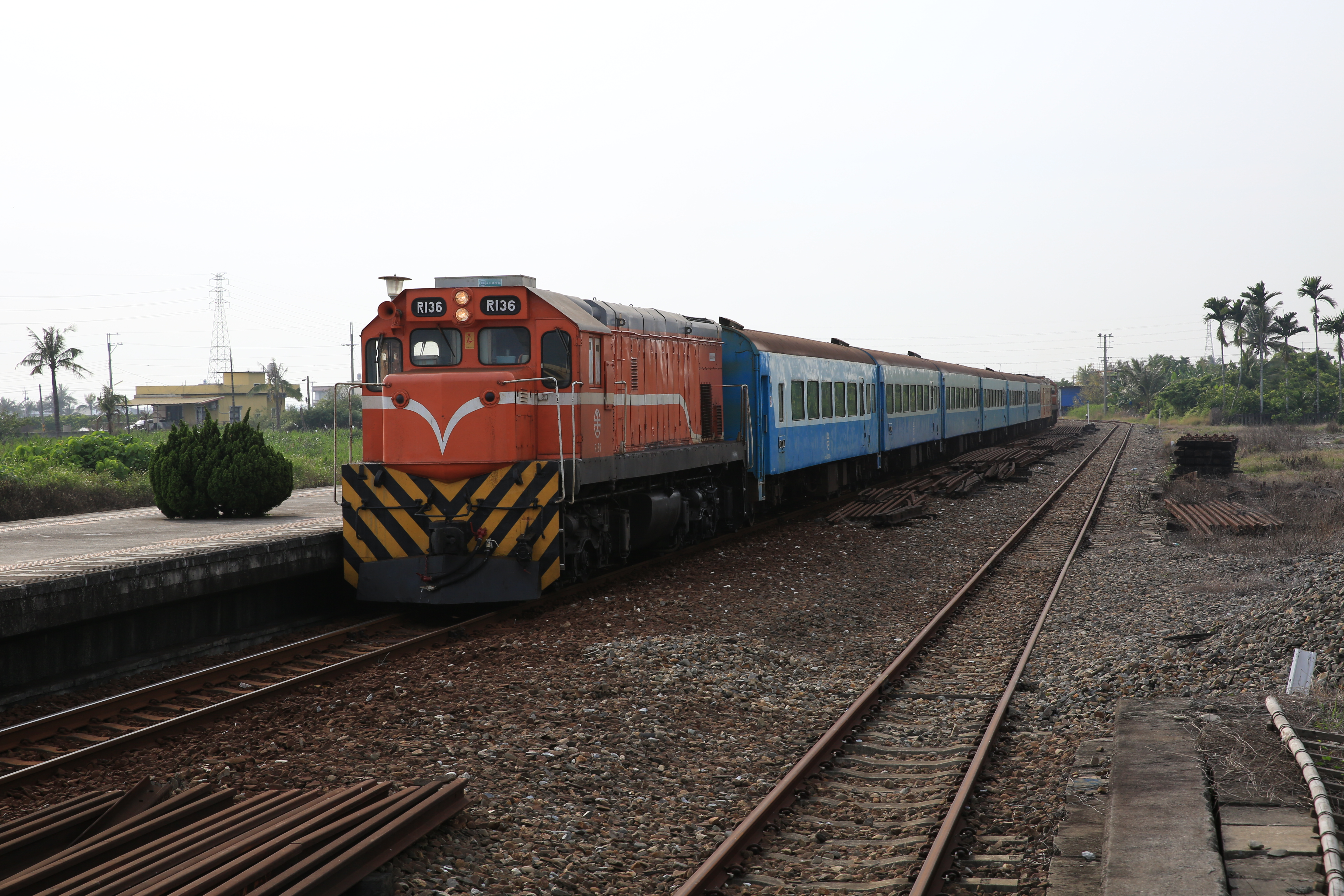
屏潮計畫完成後，運行於潮枋間的雙頭區間車
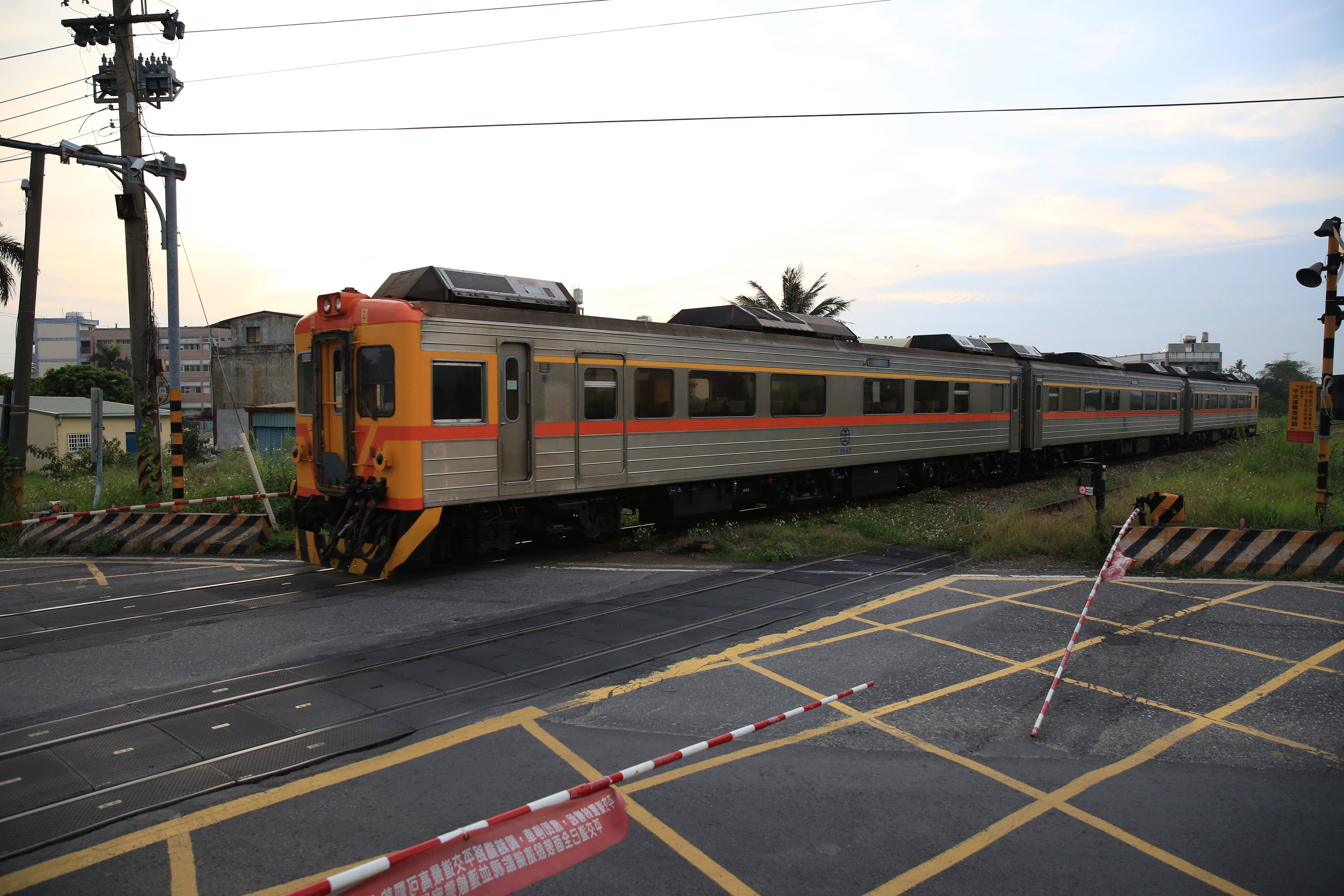
屏潮計畫完成後，運行於潮枋間的DMU型區間車

## 外部連結
- 交通部鐵道局 （页面存档备份，存于）
- 臺灣鐵路公司 （页面存档备份，存于）